# Tura (Ungheria)
Tura è una città di 7.987 abitanti situata nella contea di Pest, nell'Ungheria settentrionale.